# Mathias M'Madi
Mathias M'Madi (nacido en Toulon, Francia, el 2 de junio de 2005) es un jugador de baloncesto franco-malgache que mide 1,98 metros y puede jugar en las posiciones de base y escolta. Actualmente pertenece a la plantilla del Club Baloncesto Morón de la Primera FEB. Es internacional con la Selección de baloncesto de Madagascar.

## Trayectoria
M'Madi es un jugador de baloncesto nacido en Toulon. En la temporada 2022-23, se marchó a Estados Unidos para formar parte de la Seward County Community College situada en Liberal (Kansas), con el que disputó la JUCO, donde promedió 14,7 puntos en 23 partidos.
El 21 de julio de 2024, M'Madi fichó por el Club Baloncesto Morón de la Primera FEB.

### Internacional
M'Madi representó a la selección de baloncesto de Madagascar sub-18 en el AfroBasket de 2022. 
En junio de 2023, disputó el Campeonato Mundial de Baloncesto Sub-19 de 2023 en Hungría.